# 中位巨膝蛛
中位巨膝蛛（学名：Opopaea media）为卵形蛛科巨膝蛛属的动物。在中国大陆，分布于安徽、浙江等地，常生活于落叶层。该物种的模式产地在安徽。其种加词“media”意为“中间的”。